# Meratusblauschnäpper

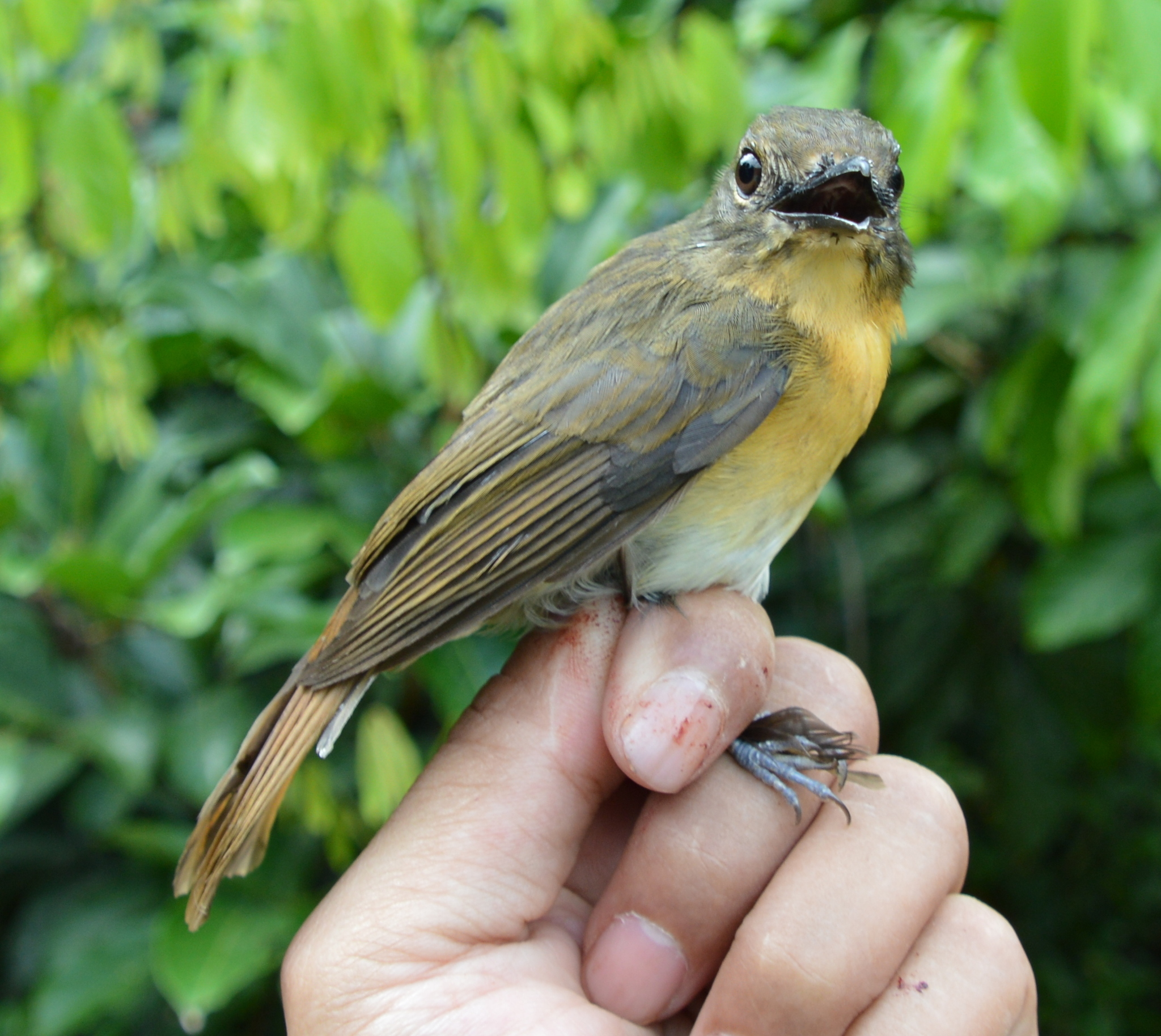
Meratusblauschnäpper (Weibchen)

Der Meratusblauschnäpper (Cyornis kadayangensis) ist eine Vogelart aus der Familie der Fliegenschnäpper (Muscicapidae). Er ist im Südosten Borneos endemisch. Das Artepitheton bezieht sich auf Kadayang, ein Dorf der Dayak im Meratus-Gebirge. Die Art wurde 2016 entdeckt und 2021 wissenschaftlich beschrieben.

## Merkmale
Die Körperlängen der untersuchten Exemplare betragen 15,7 bis 16,0 cm. Die Flügellängen betragen bei den Männchen 74 bis 76 mm und bei den Weibchen 71,8 bis 72,3 mm. Die Schwanzlängen betragen bei den Männchen 56 bis 62 mm und bei den Weibchen 56 bis 58 mm. Die Schnabellängen betragen bei den Männchen 15,7 bis 16,7 mm und bei den Weibchen 15,4 bis 15,9 mm. Bei den Männchen beträgt das Gewicht 18,5 bis 19,75 g und bei den Weibchen 15,75 bis 20,0 g. Es herrscht ein Geschlechtsdimorphismus vor. Beim Männchen sind der Kopf sowie der Bereich vom Rücken bis zum Bürzel, die unteren Ohrdecken, die Wangen und Brustseiten tief metallisch blau, beschrieben als zwischen indigoblau und blauschwarz. Die Stirn ist leuchtend irisierend blau und bildet über dem Auge einen Überaugenstreif. Das Kinn sowie die Zügel bis zu den Ohrdecken sind tiefschwarz. Die Schulterfedern sind leuchtend irisierend blau, die Flügeldecken zwischen indigoblau und blauschwarz. Die Flügel sepiafarben sowie am Außenrand indigoblau bis blauschwarz. Die Oberschwanzdecken sind tiefschwarz mit indigo- bis blauschwarzer Färbung an den Außenfahnen der Federn. James A. Eaton und seine Kollegen beobachteten und fotografierten ein Individuum mit einer einzigen weißen äußeren Steuerfeder, das heißt ohne Wiederholung auf der anderen Seite des Schwanzes. Kinn, Kehle und Brust sind heller tonfarben (puderorange) und gehen an den Flanken in einen gräulichen Ton über. Die Brust ist bis zum Oberbauch schmutzigweiß und bis zu den Unterschwanzdecken reinweiß. Der gesamte Unterschwanz ist sepiafarben.
Beim Weibchen sind der Kopf, einschließlich der Ohrdecken und Wangen, sowie der Oberseitenbereich bis zu Bürzel olivgrün oder graubraun. Der Stirnansatz ist hell bräunlich. Die Zügel sind weißlich. Es gibt einen schmalen blaugelben Augenring. Die Flügel sind dunkelbraun mit bräunlich-olivgrünem Rand. Die Oberschwanzdecken sind braun und weitgehend deckungsgleich mit dem Oberschwanz, die Innenfahnen der äußeren Steuerfedern ist jedoch schwärzlich. Die Kehle ist weißlich cremefarben mit leicht orange-bräunlicher Umrandung der unteren Ohrdecken. Die Brust ist tonfarben und wird an den Flanken heller, der Bauch ist weiß.
Über Küken und Jungvögel liegen für das erste Gefieder bis zum Flüggewerden keine Angaben vor. Beim subadulten Männchen sind der Bereich vom Kopf bis zum Nacken schwärzlich mit einer braungelben Strichelung. Zügel und Augenring haben eine braungelbe Färbung. Der Bereich vom Nacken bis zum Bürzel ist schwärzlich mit braungelben Flecken. Die Flügeldecken sind bläulich mit braungelben Spitzen, der Rest der Flügel ist schwärzlich mit blauschwarzem Rand. Der Oberschwanz ist blauschwarz, der Unterschwanz ist schwärzlich. Die Unterseite der Kehle sowie der Bereich bis zum Bauch ist hell lehmfarben mit dunkler Schuppung. Der Unterbauch ist weißlich. Die Unterschwanzdecken sind hell lehmfarbig.
Der Schnabel ist deutlich kräftiger als beim Dayakblauschnäpper und annähernd so groß wie der des Sundablauschnäppers (Cyornis caerulatus). Beim männlichen Holotypus ist der Schnabel schwarz, beim weiblichen Allotypus ist er schwarz mit grauem Unterkiefer. Beim Paratypus eines subadulten Männchens ist der Schnabel schwarz mit einem helleren Unterkiefer. Basierend auf seinen Feldbeobachtungen beschrieb Eaton den Schnabel beider Geschlechter als dunkelgrau. Die Iris ist dunkelbraun bei beiden Geschlechtern. Die Fußwurzeln und Zehen sind Sepiafarben beim männlichen Holotypus, blaugrau beim weiblichen Allotypus und braungrau beim subadulten männlichen Paratypus. Basierend auf seinen Feldbeobachtungen beschrieb Eaton die Tarsen beider Geschlechter als blassrosa.

## Verbreitung

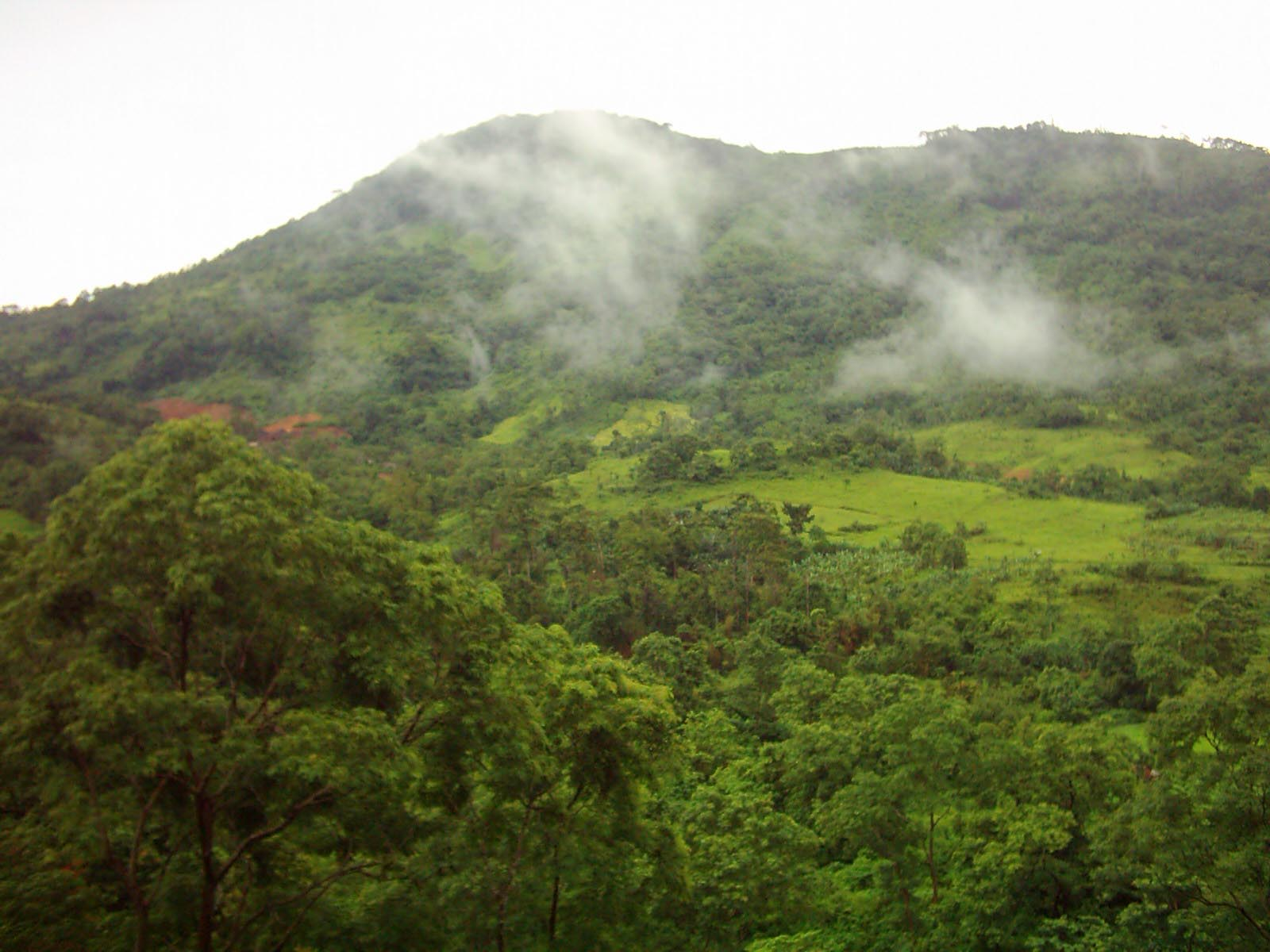
Die Meratus-Berge in Süd-Kalimantan sind die Heimat des Meratusblauschnäppers

Die Art ist auf das Meratus-Gebirge in Kalimantan Selatan im südlichsten Borneo beschränkt, wo sie in Höhen zwischen 500 und 1.300 m anzutreffen ist. Der höchste Punkt innerhalb des Gebirges ist der Gunung Besar, der eine Höhe 1.901 m erreicht, aber der gesamte Höhenbereich dieser Blauschnäpperart ist derzeit unbekannt. Bisher wurde die Art nur am Gunung Besar beobachtet. Frühere Beobachtungen des Zoologen Geoffrey Davison in Höhenlagen von 1.000 bis 1.200 m am Gunung Karokangen können nicht eindeutig dieser Art zugeordnet werden.

## Lebensraum
Der Meratusblauschnäpper kommt in Bergwäldern mit geschlossenem Kronendach, in Hochlandwäldern, die teilweise in Kautschukplantagen umgewandelt wurden, und stellenweise in Sekundärwäldern vor, die durch Wanderfeldbau, Holzeinschlag und Gartenbau entstanden sind. Jedoch gibt es keine detaillierten Beschreibungen des Lebensraums der Art.

## Nahrungsverhalten
Der Mageninhalt der fünf Exemplare, die für die Erstbeschreibung gesammelt wurden, wurde nicht beschrieben. James A. Eaton und seine Kollegen stellten fest, dass der Meratusblauschnäpper in gemischten Schwärmen von Insektenfressern beobachtet wurde, in denen auch der ebenfalls 2021 beschriebene Meratusbrillenvogel (Zosterops meratusensis) vorkam.

## Stimme
Eaton et al. beschrieben den Gesang als eine Reihe von drei bis sieben glissierenden, verlängerten und bedächtigen Tönen, gelegentlich mit einem einzelnen oder mehreren hohen Schlusstönen, die schneller und tiefer sind, wobei die gesamte Darbietung ein bis drei Sekunden dauert. In ihrem Vergleich von 11 Stimmparametern stellten Chyi Yin Gwee und seine Kollegen fest, dass sich der Gesang des Meratusblauschnäppers nach der Hauptkomponentenanalyse von allen anderen Mitgliedern des Javablauschnäpper-Art-Komplexes (Cyornis banyumas) unterscheidet, mit Ausnahme des Dayakblauschnäppers (Cyornis montanus), der auf Borneo endemisch ist. Die lineare Diskriminanzanalyse ergab jedoch einen signifikanten Unterschied zwischen den Lautäußerungen des Meratusblauschnäppers und des Dayakblauschnäppers. Der Gesang ist in den frühen Morgenstunden zu hören.
Die Rufe reichen von leisen, trockenen Klick- und Zirpgeräuschen bis hin zu einem eindringlichen, zweisilbigen Chee-Wheeet-Alarmruf, der auf der ersten Silbe tonal erhöht wird.

## Fortpflanzungsverhalten
Über das Brutverhalten ist nichts bekannt.

## Status
Der Meratusblauschnäpper wurde 2022 in die Vorwarnliste (near threatened) der IUCN Red List aufgenommen. Die Meratus-Berge im Südosten Borneos, auf die dieser Fliegenschnäpper offensichtlich beschränkt ist, umfassen ein kleines Massiv (ca. 2.468 km²), das von niedrig gelegenen, stark gestörten Wäldern und umgewandeltem Land umgeben ist. Der Meratusblauschnäpper gilt im Allgemeinen als lokal häufig in seinem relativ engen Höhen- und sicherlich kleinen geografischen Verbreitungsgebiet, obwohl formelle Erhebungen und selbst grobe Schätzungen über die Häufigkeit der Art fehlen. In Anbetracht des begrenzten Lebensraums und der Wahrscheinlichkeit eines zunehmenden Drucks durch Vogelwilderer empfahlen die Autoren der Erstbeschreibung, den Status Gefährdet (vulnerable) der Roten Liste der IUCN für den Meratusblauschnäpper zu verwenden, da die Ausdehnung des Vorkommens auf weniger als 20.000 km² und das Verbreitungsgebiet auf weniger als 2.000 km² geschätzt wird. Selbst relativ intakte Bergwälder im Verbreitungsgebiet der Art sind mäßigen Störungen durch Holzfäller ausgesetzt.
Die Jagd mit Gewehrkugeln und der Handel mit Haustieren haben bei vielen kleineren Vögeln im Meratus-Gebirge einen hohen Tribut gefordert, und der Meratusblauschnäpper wurde 2022 auf einem indonesischen Singvogelmarkt entdeckt. Die Wälder in niedrigeren Höhenlagen (unter ca. 900 m) in diesen Bergen wurden stark verändert und degradiert, wobei ein großer Teil in Plantagen umgewandelt wurde (vor allem für den Zimt- und Kautschukanbau), und bisher gibt es keine Hinweise darauf, dass der Meratusblauschnäpper oberhalb von 1.350 m vorkommt, sodass es plausibel erscheint, dass große Teile seines potenziellen Höhenbereichs durch anthropogene Aktivitäten beeinträchtigt wurden.
Verwaltung
Bislang ist die Art nach indonesischem Recht nicht geschützt, und es gibt nur ein einziges Schutzgebiet (das 30 000 ha große Pleihari Martapura Wildlife Reserve), das innerhalb ihres geografischen Verbreitungsgebiets ausgewiesen wurde. Die Meratus-Berge wurden von BirdLife International als wichtiges Vogelschutzgebiet eingestuft, was ihre Bedeutung für die Artenvielfalt der Vögel im Allgemeinen unterstreicht.